# Okres Levice
Levice (Hongaars: Léva) is een district (Slowaaks: Okres) in de Slowaakse regio Nitra. De hoofdstad is Levice. Het district bestaat uit 4 steden (Slowaaks: Mesto) en 85 gemeenten (Slowaaks: Obec). In 2011 had het district 115.367 inwoners. Met name in het zuidoostelijke deel wonen 28.085 etnische Hongaren (zie Hongaarse minderheid in Slowakije). 
Tussen 1946 en 1948 werden veel Hongaren in de stad Levice en de gemeenten ten zuiden daarvan gedeporteerd tijdens de Tsjechoslowaaks-Hongaarse bevolkingsruil. De taalgrens tussen het gebied waar de Slowaken in de meerderheid zijn en waar de Hongaren in de meerderheid zijn werd daarmee kilometers verschoven naar het zuiden.

## Steden
- Levice (hoofdstad)
- Šahy
- Tlmače
- Želiezovce

## Lijst van gemeenten
| - Bajka - Bátovce - Beša - Bielovce - Bohunice - Bory - Brhlovce - Čajkov - Čaka - Čata - Demandice - Devičany - Dolná Seč - Dolné Semerovce - Dolný Pial - Domadice - Drženice - Farná - Hokovce - Hontianska Vrbica - Hontianske Trsťany - Horná Seč - Horné Semerovce - Horné Turovce - Horný Pial - Hrkovce - Hronovce - Hronské Kľačany - Hronské Kosihy | - Iňa - Ipeľské Úľany - Ipeľský Sokolec - Jabloňovce - Jesenské - Jur nad Hronom - Kalná nad Hronom - Keť - Kozárovce - Krškany - Kubáňovo - Kukučínov - Kuraľany - Lok - Lontov - Lula - Málaš - Malé Kozmálovce - Malé Ludince - Mýtne Ludany - Nová Dedina - Nový Tekov - Nýrovce - Ondrejovce - Pastovce - Pečenice - Plášťovce - Plavé Vozokany - Podlužany | - Pohronský Ruskov - Pukanec - Rybník - Santovka - Sazdice - Sikenica - Slatina - Starý Hrádok - Starý Tekov - Šalov - Šarovce - Tehla - Tekovské Lužany - Tekovský Hrádok - Tupá - Turá - Uhliská - Veľké Kozmálovce - Veľké Ludince - Veľké Turovce - Veľký Ďur - Vyškovce nad Ipľom - Vyšné nad Hronom - Zalaba - Zbrojníky - Žemberovce - Žemliare |

## Gemeenten met een Hongaarse meerderheid van de bevolking in 2011
De volgende 23 gemeenten kenden in 2011 een Hongaarse meerderheid van de bevolking.
- Čata (Csata)
- Farná (Farnád)
- Horné Turovce (Felsőtúr)
- Hrkovce (Gyerk)
- Šalov (Garamsalló)
- Bielovce (Ipólybél)
- Ipeľské Úľany (Ipolyfödémes)
- Plášťovce (Ipolypásztó)
- Šahy (Ipolyság)
- Ipeľský Sokolec (Ipolyszakállos)
- Vyškovce nad Ipľom (Ipolyvisk)
- Keť (Kéty)
- Malé Ludince (Kisölved)
- Lontov(Lontó)
- Veľké Ludince (Nagyölved)
- Veľké Turovce (Nagytúr)
- Nýrovce (Nyírágó)
- Pohronský Ruskov (Oroszka)
- Plášťovce(Palást)
- Kubáňovo (Szete)
- Turá (Tőre)
- Zalaba (Zalaba)
- Žemliare (Zsemlér)

Okres Komárno · Okres Levice · Okres Nitra · Okres Nové Zámky · Okres Šaľa · Okres Topoľčany · Okres Zlaté Moravce